# مقزحة

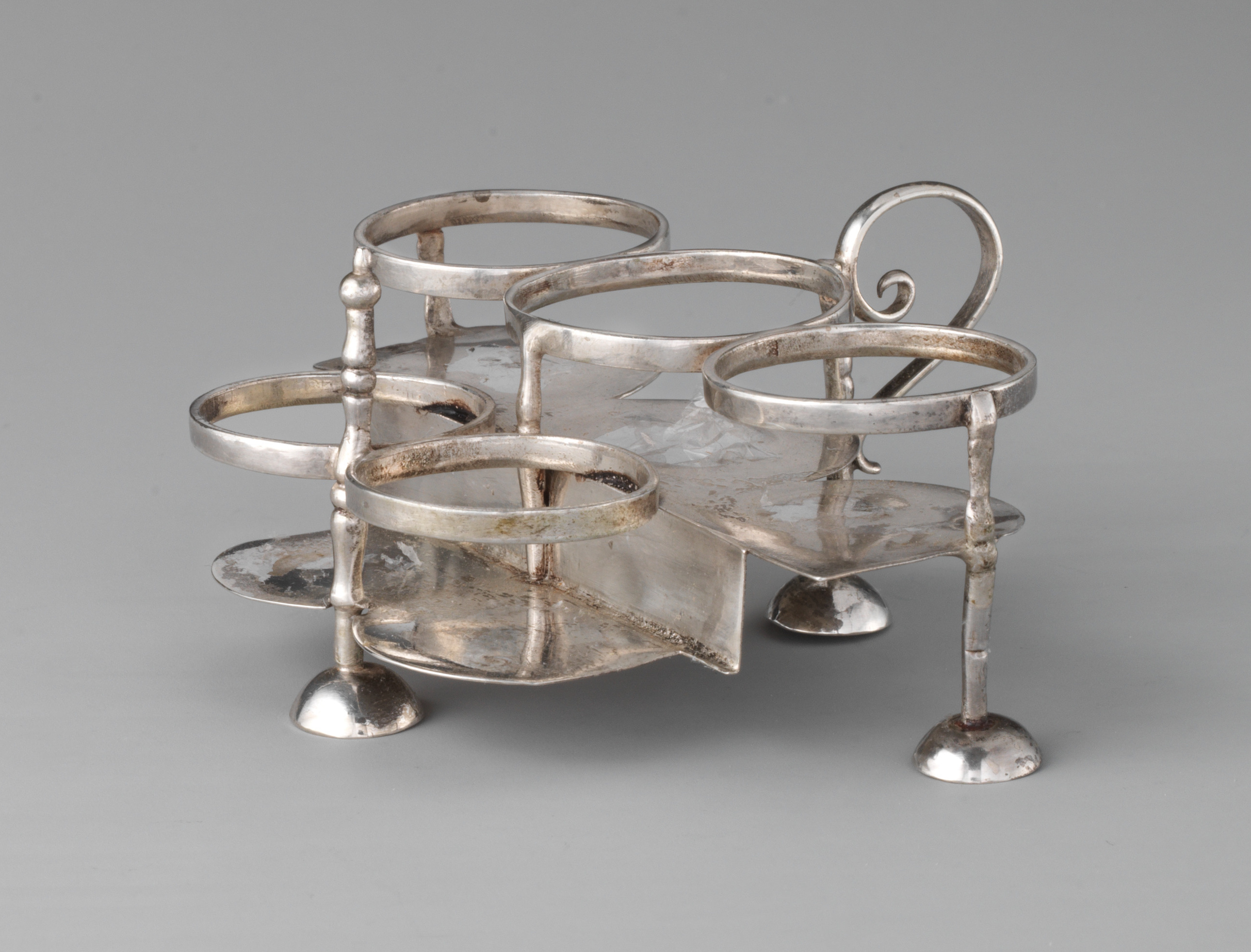
مِقْزَحَة من الفضة (1720-23)

المِقْزَحَة (بالإنجليزية: Cruet stand)‏ حاملٌ صغير من المعدن أو السيراميك أو الزجاج تُوضَع فيه حاويات للتوابل، أو زجاجات الخل وزيت الزيتون وغيرها.

## في اللغة
المِقْزَحَة: ما يوضعُ فيه القزْحُ (بفتح القاف وكسرها) ، نحوُ المملحة، والقِزْحُ : ما يوضع في القِدْرِ كالكمُّون والكزْبرة ونحو ذلك. والجمع : أَقزاحٌ.